# 米納勒爾鎮區 (密蘇里州巴里縣)
米納勒爾鎮區（英語：Mineral Township）是位於美國密蘇里州巴里縣的一個行政鎮區。

## 地方資料
米納勒爾鎮區的面積為156.94平方千米，當中陸地面積為156.92平方千米，而水域面積為0.02平方千米。根據2020年美國人口普查的數據，當地共有人口659人，而人口密度為每平方千米4.2人。